# Sh2-69
Sh2-69 (nota anche come RCW 177) è una nebulosa a emissione visibile nella costellazione dell'Aquila.
Si individua nella parte sudoccidentale della costellazione, a breve distanza dal confine con la Coda del Serpente; si estende per una ventina di minuti d'arco in direzione di una regione della Via Lattea fortemente oscurata dalle nubi di polveri costituenti la Fenditura dell'Aquila. Il periodo più indicato per la sua osservazione nel cielo serale ricade fra giugno e novembre; trovandosi a soli 18' dall'equatore celeste, può essere osservata indistintamente da tutte le regioni popolate della Terra.
Si tratta di una regione H II situata sul Braccio Scudo-Croce alla distanza di circa 3800 parsec (12400 anni luce) dal sistema solare; la principale responsabile della sua ionizzazione sarebbe una stella subgigante blu di classe spettrale B0.5IV, catalogata come S69 2. La nebulosa è associata ad alcune sorgenti individuabili a diverse lunghezze d'onda, come l'infrarosso e le onde radio; fra le infrarosse spicca la sorgente IRAS 18418-0022, mentre le sorgenti radio sono state individuate in particolare alla frequenza di 1400 GHz. Il catalogo Avedisova riporta Sh2-69 come l'oggetto dominante della regione di formazione stellare numero 587.